# Мышца, опускающая бровь
Мышца, опускающая бровь (лат. Musculus depressor supercilii) начинается более узкой своей частью от верхней трети боковой части носовой кости, кнаружи от мышцы гордецов, и, постепенно расширяясь, направляется кверху; прикрепляется к коже медиальной области бровей.

## Функция
Опускает бровь книзу и несколько кнутри. Участвует в «зажмуривании» глаз.